# População sustentável
População sustentável refere-se a uma população humana sustentável proposta da Terra ou de uma região específica da Terra, como uma nação ou continente. As estimativas variam muito, com estimativas baseadas em números diferentes variando de 0,65 mil milhões de pessoas a 9,8 mil milhões, sendo 8 mil milhões de pessoas uma estimativa típica. Projeções de crescimento populacional, avaliações de consumo excessivo e pressões humanas associadas ao meio ambiente levaram alguns a defender o que consideram uma população sustentável. As soluções políticas propostas variam, incluindo desenvolvimento sustentável, educação feminina, planeamento familiar e planeamento populacional humano amplo.
Economias emergentes como as da China e da Índia aspiram aos padrões de vida do mundo ocidental, tal como o mundo não industrializado em geral. Em 2022, a China e a Índia representavam a maior parte da população da Ásia, com mais de 1,4 mil milhões cada. É a combinação do aumento populacional no mundo em desenvolvimento e dos níveis de consumo insustentáveis no mundo desenvolvido que representa um desafio gritante à sustentabilidade.
De acordo com o Fundo das Nações Unidas para a População, a elevada fecundidade e a pobreza têm sido fortemente correlacionadas, e os países mais pobres do mundo também têm as maiores taxas de fecundidade e de crescimento populacional.

## Estimativas

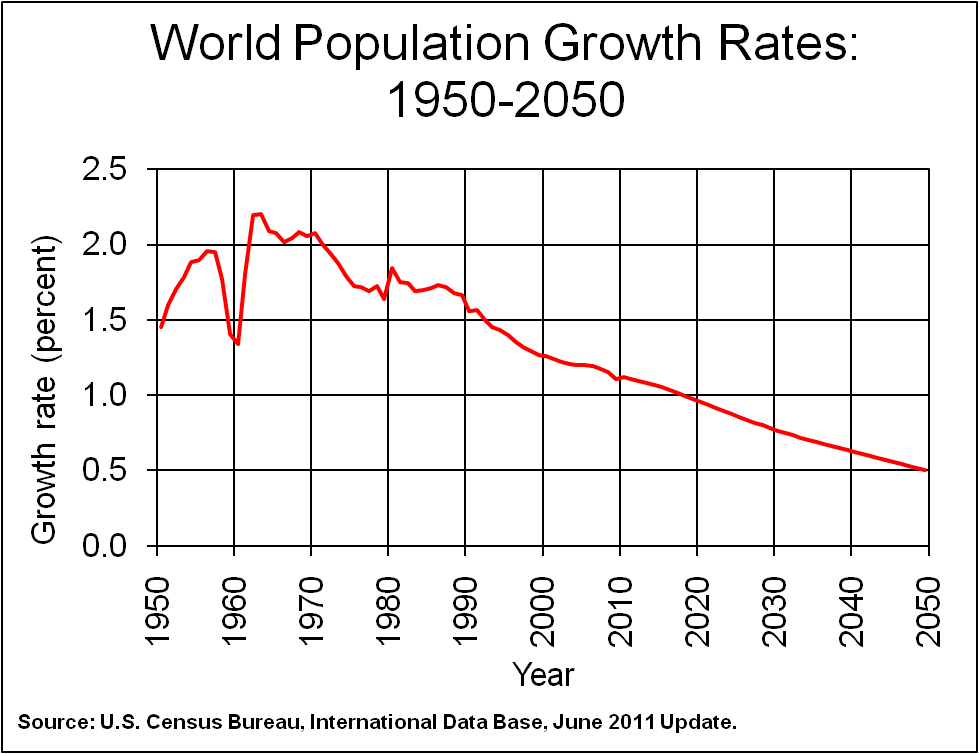
Taxa de crescimento populacional mundial, 1950–2050, conforme estimada em 2011 pelo US Census Bureau, International Data Base. Embora a taxa de crescimento diminua, a população continua a aumentar. Em 2050, ainda crescerá mais de 45 milhões por ano.

Mapa de países e territórios por taxa de fecundidade em 2020.

### População sustentável
Muitos estudos tentaram estimar a população mundial sustentável para humanos, ou seja, a população máxima que o mundo pode abrigar. Uma meta-análise de 2004 de 69 estudos deste tipo, de 1694 a 2001, descobriu que o número máximo médio previsto de pessoas que a Terra teria era de 7,7 mil milhões de pessoas, com limites meta inferior e superior de 0,65 e 9,8 mil milhões de pessoas, respetivamente. Eles concluem: “as previsões recentes de níveis populacionais mundiais estabilizados para 2050 excedem várias das nossas meta-estimativas de um limite populacional mundial”. Um relatório das Nações Unidas de 2012 resumiu 65 estimativas diferentes do tamanho máximo sustentável da população e a estimativa mais comum foi de 8 mil milhões.
As alterações climáticas, o excesso de carga de nutrientes (particularmente azoto e fósforo), o aumento da acidez dos oceanos, a rápida perda de biodiversidade e outras tendências globais sugerem que a humanidade está a causar degradação ecológica global e a ameaçar os serviços ecossistémicos dos quais as sociedades humanas dependem. Como todos estes impactos ambientais estão diretamente relacionados com o número de humanos, as estimativas recentes de uma população humana sustentável tendem a apresentar números muito mais baixos, entre 2 e 4 mil milhões. Paul R. Ehrlich afirmou em 2018 que a população ideal está entre 1,5 e 2 mil milhões. O geógrafo Chris Tucker estima que 3 mil milhões é um número sustentável, desde que as sociedades humanas implementem rapidamente tecnologias menos nocivas e as melhores práticas de gestão. Outras estimativas de uma população global sustentável também são consideravelmente inferiores à população atual de 8 mil milhões.
Um estudo de 2014 publicado no Proceedings of the National Academy of Sciences of the United States of America postula que, dado o "inexorável impulso demográfico da população humana global", os esforços para desacelerar o crescimento populacional no curto prazo terão pouco impacto na sustentabilidade, o que pode ser alcançado mais rapidamente com foco em inovações tecnológicas e sociais, juntamente com a redução das taxas de consumo, ao mesmo tempo em que se trata o planeamento populacional como uma meta de longo prazo. O estudo afirma que, com um modelo de redução da fertilidade de um filho por mulher até 2100, seriam necessários pelo menos 140 anos para reduzir a população para 2 mil milhões de pessoas até 2153. O “Alerta dos cientistas sobre a população” de 2022, publicado pela Science of the Total Environment, afirma que “os analistas ambientais consideram uma população humana sustentável como aquela que desfruta de um padrão de vida modesto e equitativo de classe média num planeta que retém a sua biodiversidade e com as adversidades relacionadas com o clima minimizadas”, que é estimada entre 2 e 4 mil milhões de pessoas.
Os céticos criticam as suposições básicas associadas a estas estimativas de superpopulação. Por exemplo, Jade Sasser acredita que calcular um número máximo de seres humanos que podem viver enquanto apenas alguns, principalmente as antigas potências coloniais europeias privilegiadas, são os principais responsáveis pelo uso insustentável da Terra, é errado.
Mas se os números humanos atuais não forem ecologicamente sustentáveis, os custos recairão provavelmente sobre os cidadãos mais pobres do mundo, independentemente de terem ou não ajudado a causar o problema. Na verdade, os países que mais contribuem para práticas de produção e consumo insustentáveis têm frequentemente um rendimento per capita mais elevado e um crescimento populacional mais lento, ao contrário dos países que têm um rendimento per capita baixo e populações em rápido crescimento.
De acordo com um estudo de 2022 publicado no Sustainable Development, uma população sustentável é necessária para preservar a biodiversidade e a segurança alimentar. O estudo afirma que a queda das taxas de fertilidade está relacionada com o acesso aos serviços de contraceção e de planeamento familiar, e tem pouca ou nenhuma relação com o crescimento económico.

### População mundial
Segundo dados de 2015, prevê-se que a população mundial atinja os 8,5 mil milhões até 2030, contra os atuais 8 mil milhões, ultrapasse os 9 mil milhões de pessoas até 2050 e atinja os 11,2 mil milhões até ao ano 2100. A maior parte do aumento ocorrerá em países em desenvolvimento, cuja população deverá aumentar de 5,6 mil milhões em 2009 para 7,9 mil milhões em 2050. Este aumento será distribuído entre a população de 15 a 59 anos (1,2 mil milhões) e de 60 anos ou mais (1,1 mil milhões), porque se prevê que o número de crianças menores de 15 anos nos países em desenvolvimento diminua. Em contrapartida, espera-se que a população das regiões mais desenvolvidas sofra apenas um ligeiro aumento de 1,23 mil milhões para 1,28 mil milhões, e que teria diminuído para 1,15 mil milhões, não fosse a migração líquida projetada dos países em desenvolvimento para os países desenvolvidos, que deverá atingir uma média de 2,4 milhões de pessoas anualmente entre 2009 e 2050. As estimativas de longo prazo da população mundial em 2004 sugerem um pico por volta de 2070 de nove a dez mil milhões de pessoas, seguido de uma lenta diminuição para 8,4 mil milhões até 2100.
No entanto, estas projeções pressupõem melhorias substanciais na disponibilidade de contracetivos em todo o mundo em desenvolvimento e grandes reduções no tamanho desejado da família (particularmente na África Subsariana), o que pode ou não acontecer. No final, todas as projeções populacionais devem ser encaradas com um pé atrás. É necessário um cuidado especial para lembrar que o tamanho futuro da população dependerá de decisões políticas e escolhas individuais.

## Capacidade de carga

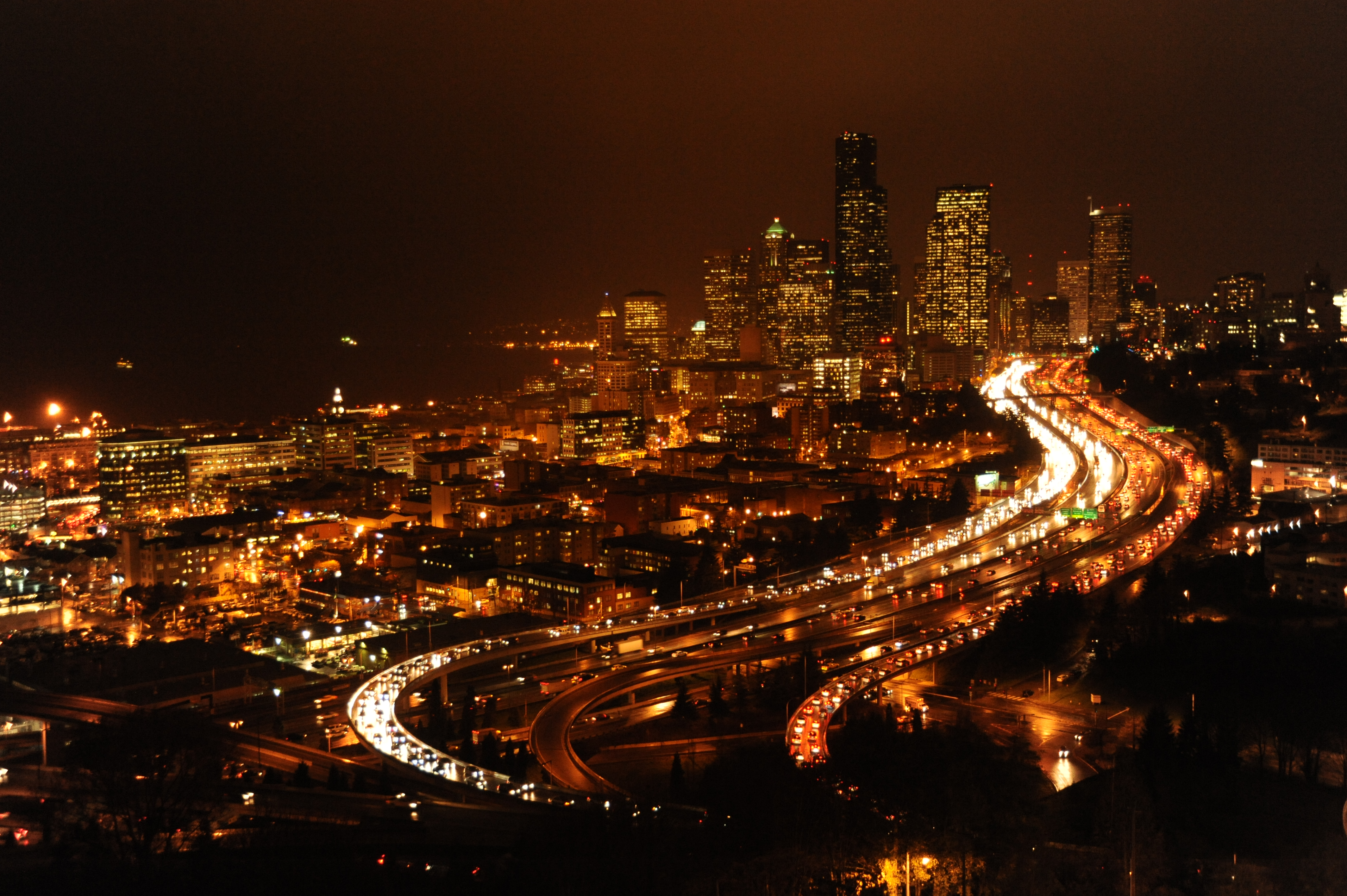
Urbanização em Seattle, Washington, Estados Unidos.

Falar sobre o crescimento económico e populacional que ultrapassa os limites da capacidade de carga da Terra para os seres humanos é popular no ambientalismo. O potencial fator limitante para a população humana pode incluir a disponibilidade de água, a disponibilidade de energia, os recursos renováveis, os recursos não renováveis, a remoção de calor, a capacidade fotossintética ou a disponibilidade de terras para a produção de alimentos. Ou, como sugerem as tendências atuais, os fatores limitantes podem envolver a capacidade dos ecossistemas absorverem a poluição humana, como acontece com as alterações climáticas, a acidificação dos oceanos ou a intoxicação dos rios e ribeiros. A aplicabilidade da capacidade de carga como medida dos limites da Terra em termos de população humana tem sido questionada, uma vez que se tem revelado difícil calcular ou prever os limites superiores do crescimento populacional. A capacidade de carga tem sido usada como uma ferramenta nos argumentos neomalthusianos para limitar o crescimento populacional desde a década de 1950. O conceito de capacidade de carga foi aplicado para determinar os limites populacionais em Xangai, uma cidade que enfrenta uma rápida urbanização.
A aplicação do conceito de capacidade de carga para a população humana, que existe num estado de não equilíbrio, tem sido criticada por não conseguir modelar com sucesso os processos entre os humanos e o meio ambiente. No discurso popular, o conceito é frequentemente usado vagamente no sentido de um "equilíbrio entre a natureza e as populações humanas".
Na ecologia humana, uma definição popular de 1949 afirma "o número máximo de pessoas que uma determinada área de terra manterá perpetuamente sob um determinado sistema de uso sem que ocorra degradação da terra". Os sociólogos criticaram isto por inúmeras razões. Além do facto de que os humanos são capazes de adotar novos costumes e tecnologias, algumas críticas comuns são 1.) uma suposição de que existe uma população em equilíbrio, 2.) dificuldades na mensuração de recursos, 3.) incapacidade de levar em conta os gostos humanos e quanto trabalho eles despenderão, 4.) suposição de uso total dos recursos, 5.) suposição de homogeneidade da paisagem, 6.) suposição de que as regiões são isoladas umas das outras, 7.) contrariado pela história, e 8.) o padrão de vida é ignorado.
O economista romeno-americano Nicholas Georgescu-Roegen, um progenitor da economia e fundador do paradigma da economia ecológica, argumentou em 1971 que a capacidade de carga da Terra — isto é, a capacidade da Terra de sustentar populações humanas e níveis de consumo — está fadada a diminuir em algum momento no futuro, à medida que o estoque finito de recursos minerais da Terra está a ser extraído e utilizado.:303O principal economista ecológico e teórico do estado estacionário, Herman Daly, um aluno de Georgescu-Roegen, propôs o mesmo argumento.:369–371 Numa série de escritos, Daly explorou a ligação entre a limitação populacional e a obtenção de sociedades ecologicamente sustentáveis, argumentando que uma economia sustentável deve envolver limites ao número de humanos, uma vez que o uso de recursos humanos per capita nunca pode ser reduzido a zero.